# Olympische Sommerspiele 1912/Schwimmen – 100 m Freistil (Frauen)
Der Schwimmwettkampf über 100 Meter Freistil der Frauen bei den Olympischen Spielen 1912 in Stockholm wurde vom 8. bis 12. Juli ausgetragen.

## Ergebnisse

### Viertelfinale
Die zwei besten Schwimmerinnen eines jeden Laufs, sowie die schnellste Drittplatzierte qualifizierten sich für das Halbfinale.

#### Viertelfinale 1
| Rang | Athletin        | Nation          | Zeit (min) | Anm.  |
| ---- | --------------- | --------------- | ---------- | ----- |
| 1    | Isabella Moore  | Großbritannien  | 1:29,8     | OR, Q |
| 2    | Louise Otto     | Deutsches Reich | 1:34,4     | Q     |
| 3    | Klara Milch     | Österreich      | 1:37,2     |       |
| 4    | Greta Johansson | Schweden        | 1:41,4     |       |
| 5    | Tyyne Järvi     | Finnland        | 1:42,4     |       |
| —    | Aagot Norman    | Norwegen        | DNF        |       |

#### Viertelfinale 2
| Rang | Athletin        | Nation         | Zeit (min) | Anm.  |
| ---- | --------------- | -------------- | ---------- | ----- |
| 1    | Daisy Curwen    | Großbritannien | 1:23,6     | OR, Q |
| 2    | Jennie Fletcher | Großbritannien | 1:26,2     | Q     |
| 3    | Bertha Zahourek | Österreich     | 1:38,6     |       |
| 4    | Josefa Kellner  | Österreich     | 1:41,2     |       |
| 5    | Karin Lundgren  | Schweden       | 1:44,8     |       |
| 6    | Sonja Johnsson  | Schweden       |            |       |

#### Viertelfinale 3
| Rang | Athletin           | Nation          | Zeit (min) | Anm. |
| ---- | ------------------ | --------------- | ---------- | ---- |
| 1    | Mina Wylie         | Australasien    | 1:26,8     | Q    |
| 2    | Mary Langford      | Großbritannien  | 1:28,0     | Q    |
| 3    | Hermine Stindt     | Deutsches Reich | 1:29,2     |      |
| 4    | Josephine Sticker  | Österreich      | 1:31,8     |      |
| 5    | Claire Guttenstein | Belgien         |            |      |
| 6    | Elsa Björklund     | Schweden        |            |      |

#### Viertelfinale 4
| Rang | Athletin        | Nation          | Zeit (min) | Anm.  |
| ---- | --------------- | --------------- | ---------- | ----- |
| 1    | Fanny Durack    | Australasien    | 1:19,8     | WR, Q |
| 2    | Irene Steer     | Großbritannien  | 1:27,2     | Q     |
| 3    | Wally Dressel   | Deutsches Reich | 1:28,6     | Q     |
| 4    | Margarete Adler | Österreich      | 1:34,4     |       |
| 5    | Greta Carlsson  | Schweden        |            |       |
| 6    | Regina Kari     | Finnland        |            |       |

#### Viertelfinale 5
| Rang | Athletin        | Nation          | Zeit (min) | Anm. |
| ---- | --------------- | --------------- | ---------- | ---- |
| 1    | Grete Rosenberg | Deutsches Reich | 1:25,0     | Q    |
| 2    | Annie Speirs    | Großbritannien  | 1:25,6     | Q    |
| 3    | Vera Thulin     | Schweden        | 1:44,0     |      |

### Halbfinale
Die zwei besten Schwimmerinnen eines jeden Laufs, sowie die schnellste Drittplatzierte qualifizierten sich für das Halbfinale.

#### Halbfinale 1
| Rang | Athletin       | Nation          | Zeit (min) | Anm. |
| ---- | -------------- | --------------- | ---------- | ---- |
| 1    | Fanny Durack   | Australasien    | 1:20,2     | Q    |
| 2    | Daisy Curwen   | Großbritannien  | 1:26,8     | Q    |
| 3    | Annie Speirs   | Großbritannien  | 1:27,0     | Q    |
| 4    | Isabella Moore | Großbritannien  | 1:27,4     |      |
| 5    | Mary Langford  | Großbritannien  | 1:29,2     |      |
| 6    | Louise Otto    | Deutsches Reich | 1:32,0     |      |

#### Halbfinale 2
| Rang | Athletin        | Nation          | Zeit (min) | Anm. |
| ---- | --------------- | --------------- | ---------- | ---- |
| 1    | Mina Wylie      | Australasien    | 1:27,0     | Q    |
| 2    | Jennie Fletcher | Großbritannien  | 1:27,2     | Q    |
| 3    | Grete Rosenberg | Deutsches Reich | 1:29,2     | Q    |
| 4    | Wally Dressel   | Deutsches Reich | 1:33,4     |      |
| —    | Irene Steer     | Großbritannien  | DSQ        |      |

### Finale
Daisy Curwen musste sich wegen einer Blinddarmentzündung operieren lassen und verpasste das Finale, Grete Rosenberg rückte ins Finale vor, um sie zu ersetzen.
| Rang | Athletin        | Nation          | Zeit (min) |
| ---- | --------------- | --------------- | ---------- |
| 1    | Fanny Durack    | Australasien    | 1:22,2     |
| 2    | Mina Wylie      | Australasien    | 1:25,4     |
| 3    | Jennie Fletcher | Großbritannien  | 1:27,0     |
| 4    | Grete Rosenberg | Deutsches Reich | 1:27,2     |
| 5    | Annie Speirs    | Großbritannien  | 1:27,4     |
| —    | Daisy Curwen    | Großbritannien  | DNS        |